# 大含
大含（だいがん、安永2年4月1日（1773年5月21日）- 嘉永3年10月9日（1850年11月12日））は、江戸時代後期の浄土真宗（大谷派）の僧。豊後国満徳寺で生まれ、豊前国古城正行寺鳳嶺の養子となる。別名、末広雲華（すえひろうんげ）、雲華院。
東本願寺の高倉学寮（現・大谷大学）に入って修学し、1834年（天保5年）、講師職（現在の学長に当たる職）に就任した。

## 人物
・詩文・書・絵画に秀で、笑社の中心となった儒者の頼山陽や南画家田能村竹田などと交流があった。特に蘭の絵を得意とした。
・豪放磊落で天衣無縫な人物として知られ、身辺を飾ることなく、越中褌一丁で酒を飲み、書物を読むのが常だった。

・なお、当時の学僧が説教の傾向を評した「易は上手　含は短し　蛇ながし 　野洲ははなやか　徳なみだかな」という戯れ歌が残っている。易とは易行院法悔、含とは雲華院大含、蛇とは江州蛇溝（現・滋賀県東近江市蛇溝町）の如説院恵劍、野洲は同野洲（滋賀県野洲市）の実言院慧景、徳は香樹院徳龍のことである。